# De geheimzinnige ster
De geheimzinnige ster (originele titel: L'Étoile mystérieuse) is het tiende album uit de reeks De avonturen van Kuifje van de Belgische tekenaar en scenarist van stripverhalen Hergé (1907-1983). Het verhaal speelt zich deels af op IJsland en in de Noordelijke IJszee en voor de rest in Brussel en vermoedelijk elders in België.
Er bestaan twee versies van dit album: de originele versie uit 1942 en een licht aangepaste versie uit 1954. De eerste Nederlandse vertaling in albumvorm verscheen in 1947. In 1974 verscheen een nieuwe Nederlandse vertaling.

## Bekende personages die geïntroduceerd worden
- Professor Kwartier van de Hogeschool van Freiburg zal in het verhaal De 7 kristallen bollen terugkeren als een van de deelnemers van de Sanders-Hardmuth-expeditie (in de Nederlandstalige uitgave van 1947 was zijn naam nog Paul Cantonneau).
- Kapitein Chester keert niet terug in de verhalen, maar wordt nog wel genoemd in Het geheim van de Eenhoorn en De juwelen van Bianca Castafiore.

## Verhaal
Kuifje gaat raad vragen aan de sterrenwacht over een ster die zienderogen groter wordt, terwijl het ook overal abnormaal warm is. De sterrenkundige Kalys legt uit dat het een meteoor is, die met enorme snelheid op de Aarde af komt en hier zeer binnenkort op zal botsen. Kalys verwacht dat dit het einde van de wereld zal betekenen. Kalys' assistent heeft zelfs het exacte tijdstip van de botsing berekend: de volgende ochtend om 8 uur, 12 minuten en 30 seconden. Een krankzinnig geworden oud-collega van Kalys, Philippulus, gaat intussen als een onheilsprofeet met een gong door de stad en kondigt de ramp overal aan als een straf van God. Philippulus verschijnt ook in een droom van Kuifje.
Gelukkig mist het grootste deel van de meteoor de aarde op 45.000 km, waardoor er alleen een aardbeving plaatsvindt. Een klein brokstuk belandt als meteoriet in de Noordelijke IJszee. Kalys is eerst woedend omdat de berekeningen van zijn assistent niet precies zijn uitgekomen, waarmee zijn kans om beroemd te worden, lijkt te zijn verspeeld. Even later ontdekt hij echter dat er een onbekende metaalsoort in het in zee gestorte brokstuk van de meteoriet moet zitten. Kalys wil koste wat kost als eerste dit buitenaardse metaal in handen krijgen, zodat hij als de ontdekker ervan de geschiedenis zal ingaan. Hij noemt het metaal nu alvast kalysium. De meteoriet is nog niet helemaal onder water verdwenen, dus er is nog hoop om wat van het metaal te vinden en wetenschappelijk te onderzoeken.
Kalys organiseert een expeditie, waaraan meerdere Europese wetenschappers deelnemen. Ook Kuifje gaat mee als verslaggever. Ze varen aan boord van de Aurora, onder kapitein Haddock, een oude bekende van Kuifje. Wanneer de Aurora op het punt staat te vertrekken, blijkt ook Philippulus aan boord te zijn; hij is in de mast geklommen en zaait onrust. Uiteindelijk weet Kuifje hem naar beneden te lokken, waarna de man kan worden teruggebracht naar de inrichting.
Er zijn echter kapers op de kust. Een grote bank uit Sao Rico heeft ook een expeditie uitgerust. De directeur van deze bank, meneer Bohlwinkel, zet veel in het werk om de expeditie van de Aurora te saboteren of op te houden, zodat zijn schip, de Peary, eerder bij de meteoriet aan zal komen. Vlak voor het vertrek wordt er al een poging gedaan tot een bomaanslag op de Aurora. Onderweg wordt het schip tijdens een zware storm bijna aangevaren, duidelijk een mislukte aanslag. Wanneer de Aurora in IJsland olie moet bijtanken, verklaart de vertegenwoordiger van Golden Oil (die in IJsland de enige olieverkoper is) geen olie meer te hebben. Kuifje en Haddock lopen even later kapitein Chester tegen het lijf, een oude vriend van Haddock. Chester verklaart dat er wel degelijk nog genoeg olie is. Golden Oil is namelijk eigendom van de Bohlwinkel Bank; er is dus duidelijk sprake van een complot gericht tegen de expeditie van de Aurora. Chester bedenkt een list: hij sluist bij het voltanken van zijn eigen schip de olie voor de Aurora stiekem door.
Verder naar het noorden varende, ontvangt de Aurora een vals noodsignaal van een schip dat zich een heel andere kant op zou bevinden, zodat de Aurora geen enkele kans meer zou hebben om als eerste bij de meteoriet te zijn als ze dit schip te hulp zouden schieten. Kuifje ontdekt via de scheepsregisters net op tijd dat het vermeende schip in nood niet bestaat. De marconist onderschept tevens een bericht waaruit blijkt dat de Peary al vlak voor de meteoriet ligt. Met een watervliegtuig slaagt Kuifje er toch nog in om per parachute iets eerder te landen.
Kuifje blijft op de meteoriet, in afwachting van de komst van de Aurora, die vanwege motorpech echter niet meteen kan komen. De volgende dagen blijkt het buitenaardse kalysium vreemde effecten te hebben. Een klokhuis groeit razendsnel uit tot een reusachtige appelboom en een worm die uit de appel kwam is een dag later een reusachtige vlinder geworden. Overal verschijnen enorme paddenstoelen, die echter maar een zeer korte levensduur hebben en meteen ontploffen. Kuifje kan ook ternauwernood ontsnappen aan een reusachtig geworden spin, die de vorige dag uit zijn broodtrommel ontsnapte. De meteoriet begint inmiddels steeds verder onder water weg te zakken, waarbij de zee begint te beven. De piloot van het teruggekomen watervliegtuig weet Kuifje nog net op tijd te redden. Kuifje kan ook nog een brokstuk van de meteoriet bemachtigen voordat die helemaal onder water verdwijnt. De expeditie van professor Kalys wordt dus uiteindelijk toch nog succesvol.
Het door Kuifje geredde stuk meteoriet blijkt het onbekende metaal kalysium te bevatten en kan nu verder worden onderzocht. Uit een radiobericht blijkt voorts dat de politie intussen succesvol is in het onderzoek naar de sabotagepogingen gericht tegen de Aurora, waarbij ze de Bohlwinkel Bank al in het vizier hebben.

## Achtergronden

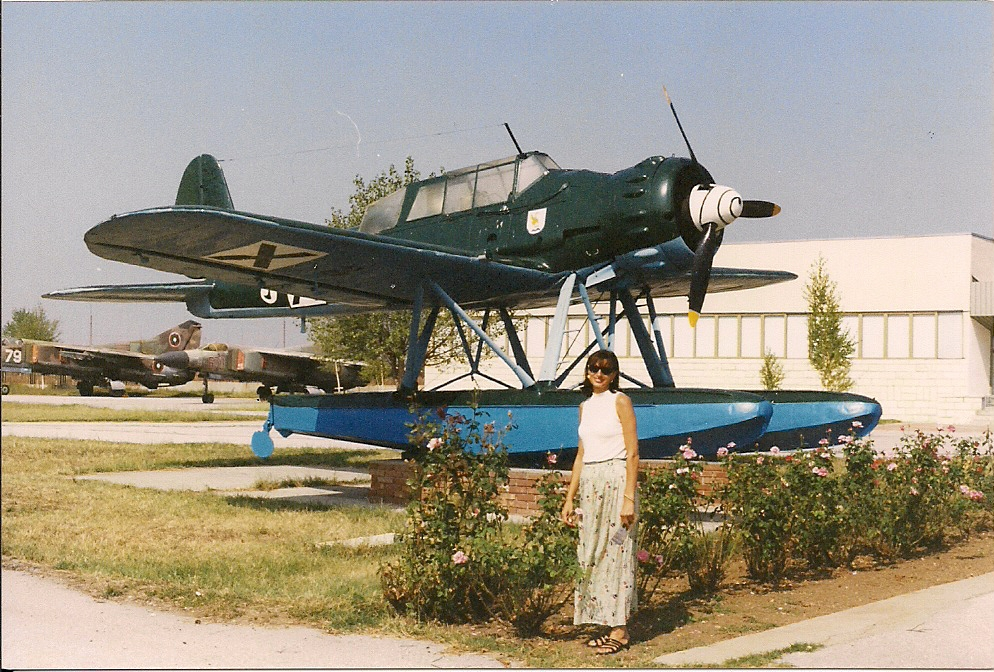
Een Arado Ar 196, met eenzelfde toestel vloog Kuifje als passagier in De geheimzinnige ster.

Het is het eerste in een Nederlandstalige versie gepubliceerd verhaal uit de Kuifje-strips en verscheen vanaf 1 september 1943 dagelijks in het Belgische dagblad Het Laatste Nieuws. Het is dit verhaal in deze krant waar op 23 oktober 1943 de hoofdpersoon voor het eerst aangesproken werd met de naam Kuifje. Daarvoor heette hij in alle Nederlandstalige uitgaven Tintin. Een plaatje verderop werd kapitein Haddock voor het eerst aan de Nederlandstalige lezers getoond. Hij werd geïntroduceerd als de voorzitter van de Liga der Zeevarende Geheelonthouders, maar dronk er in het verhaal stevig op los. Overigens wordt hij door een radiopresentator aan het eind van het verhaal anders voorgesteld, namelijk als de erevoorzitter van deze organisatie.
Het is het tweede verhaal in de strip waarin Haddock voorkomt, na zijn introductie in het vorige verhaal, De krab met de gulden scharen. Haddock heeft hier nog niet de centrale rol als tweede hoofdpersonage die hij later in de serie wel zou krijgen; aan het begin van het verhaal is Kuifje nog alleen met Bobbie. Haddock en Kuifje komen elkaar min of meer toevallig weer tegen.
Het watervliegtuig in het verhaal is een Arado Ar 196, van Duitse makelij. De weergave van het schip Aurora was incorrect. Als de boot in het echt zou worden nagebouwd, zou hij zinken.

## Publicaties
De ballonstrip verscheen voor het eerst in de Franstalige, Belgische krant Le Soir. Er werd zes keer per week gepubliceerd, met één strook, van 20 oktober 1941 tot en met 22 mei 1942. Aangezien België toen bezet was door nazi-Duitsland stond de strip onder toezicht van de nazi's. Hergé paste zich aan aan de censuur door een antisemitische tendens te laten doorklinken in de figuur van Blumenstein. Ook kwamen in de oorspronkelijke krantenversie van het verhaal twee Joodse karakters voor met de namen Isaac en Salomon die werden neergezet als opportunisten en profiteurs van het vermeende einde van de wereld. Deze antisemitische karikaturen werden in de eerste albumuitgave uit 1942 al verwijderd. Verder namen er geen geleerden deel aan de expeditie uit de met Duitsland in oorlog zijnde landen. Haddock en Chester behielden overigens wél hun Engelse namen in het album.
De geheimzinnige ster was het eerste Kuifjealbum dat direct in kleur verscheen, in 1942. Het is een van de snelst getekende albums van Hergé. Het verhaal werd afgewerkt in amper 7 maanden tijd.

## Nieuwe versie
In een nieuwe versie (1954) veranderde Hergé New York door de fictieve plaats Sao Rico en werd de te Joods klinkende naam Blumenstein gewijzigd in Bohlwinkel (bollewinkel, een winkel voor snoepgoed). Wat Hergé niet wist, is dat ook Bohlwinkel een gebruikelijke Joodse naam is. De Amerikaanse vlag verdween van Bohlwinkels schip, maar de naam ervan, Peary, doet nog altijd Amerikaans aan en Bohlwinkel behield een dikke 'Joodse' neus.